# Кастеназо
Кастеназо (итал. Castenaso) је насеље у Италији у округу Болоња, региону Емилија-Ромања.
Према процени из 2011. у насељу је живело 8961 становника. Насеље се налази на надморској висини од 34 м.

## Становништво
| 1951. | 1961. | 1971. | 1981.  | 1991.  | 2001.  | 2011.  |
| ----- | ----- | ----- | ------ | ------ | ------ | ------ |
| 5.328 | 5.461 | 7.817 | 11.786 | 13.436 | 13.607 | 14.352 |